# コルビル海峡
コルビル海峡（Colville Channel）はニュージーランド、オークランド北東のハウラキ湾と太平洋とをつなぐ3つの海峡の一つである。コルビル海峡は最も東の海峡でグレートバリア島南端とコロマンデル半島北端のコルビル岬の間である。海峡の中央に小さな島Channel島がある。
残り二つの海峡はクラドック海峡とジェリコー海峡である。
座標: 南緯36度23分31秒 東経175度25分34秒 / 南緯36.392度 東経175.426度